# Schweizerischer Akademischer Skiclub
Der Schweizerische Akademische Skiclub (kurz SAS) wurde 1924 gegründet und zählt rund 1400 Mitglieder (Stand 2023) in sieben Sektionen: Basel, Bern, Fribourg, Genf, Lausanne, Zürich sowie Norwegen (Norge). Die Sektion Norge besteht aus Norweger/-innen, die an einer Schweizer Universität studiert haben und nun wieder in Norwegen leben. Der SAS ist ein Verein (siehe Artikel 60 des Zivilgesetzbuches) und fördert die Vereinbarkeit von Sport und Studium. Als Regionalverband von Swiss-Ski bietet er Sportleistungen im Bereich Ski Alpin, Ski Nordisch und Alpinismus an.

## Geschichte
Am 26. November 1924 wurde der SAS von Willy Richardet, Walter Amstutz und Hermann Gurtner gegründet.
Der Schüttelreim des Clubliedes:
D’r S.A.S., dä isch im Jääs.

Är arrangiert druf los.

Lat tusig Renne los.

Schribt nie es Protokoll.

Im isch söüwohl.

## Clubleben
Das oberste Organ ist die Delegiertenversammlung, bestehend aus Mitgliedern der verschiedenen Sektionen. Alle drei Jahre wählt diese einen Zentralpräsidenten, der für die Bildung und Leitung des Zentralvorstands zuständig ist. Letzterer koordiniert die Tätigkeiten der Sektionen und führt den SAS. Aktuelle Zentralpräsidentin ist Alix Marxer (2022–2025).
Im Auftrag von Swiss University Sports organisiert der SAS die jährlichen Schweizer Hochschulmeisterschaften Ski Alpin und Nordisch. Weiter ist er für die Selektion, das Training und die Führung der Schweizerischen Studenten-Nationalmannschaft Alpin und Nordisch verantwortlich. Zu den Saison-Highlights gehören das Anglo-Swiss, das Italo-Suisse sowie der Pentathlon.

## Mitglieder
Um Mitglied zu werden, muss man an einer Schweizer Hochschule immatrikuliert sein und zwei Mitglieder des SAS als Paten wählen. Frauen werden im SAS seit 2002 als Club-Mitglieder aufgenommen. Bekannte aktuelle SAS-Mitglieder im alpinen Weltcup der Herren sind Tanguy Nef, Ramon Zenhäusern, Marc Rochat und Daniele Sette. Weitere prominente Mitglieder und ehemalige Mitglieder sind Urs Lehmann (Präsident Swiss-Ski), Walter O. Frey (Sportarzt), Urs Schäppi (CEO Swisscom), Marc Hodler (Sportfunktionär), Adriano Iseppi (TV-Kommentator), Tamara Wolf (Ex-Skirennfahrerin und TV-Kommentatorin), Jacques de Senarclens (evangelischer Geistlicher) oder Altbundesrat Arnold Koller.

## Der Schneehase

Logo des Schneehasen

Der Schneehase dokumentiert die Geschichte und Entwicklung des Skisportes und des Ski-Alpinismus seit dem Gründungsjahr der FIS und des SAS im Jahr 1924. Im Vordergrund stehen Tradition, Innovation, Persönlichkeiten und Klubleben. Im Schneehasen erscheinen Interviews und Porträts von Persönlichkeiten des Schneesports. Er ist das literarische Spiegelbild des SAS. Der Schneehase ist weltweit einmalig, schreibt seit bald 100 Jahren Skigeschichte, blickt stolz zurück und neugierig in die Zukunft, ist mehrheitlich dreisprachig und somit international und widerspiegelt den einzigartigen SAS-Geist. Die SAS Clubzeitschrift erscheint alle vier Jahre.
2020 wurde Der Schneehase mit dem Lifetime Achievement Award von der International Skiing History Association (ISHA) ausgezeichnet.